# Miles on It
«Miles on It» es una canción del productor estadounidense Marshmello y el cantante estadounidense Kane Brown. Fue lanzada el 3 de mayo de 2024, como el segundo sencillo del cuarto álbum de estudio de Brown, The High Road. La canción fue escrita por Marshmello, Brown, Castle, Connor McDonough, Earwulf, Jake Torrey, Digital Farm Animals y Riley McDonough. Es la segunda colaboración entre ambos artistas desde «One Thing Right» de 2019.
El video musical fue dirigido por Alex Alvga y fue estrenado el 28 de mayo de 2024.

## Rendimiento comercial
La canción logró alcanzar el top 20, es la primera vez de Marshmello ingresa al top 20 desde su colaboración de 2021 con los Jonas Brothers, «Leave Before You Love Me». Debutó en el número 30 en la Country Airplay, y alcanzó el puesto número uno en la semana del 2 de noviembre de 2024. Es el primer número uno de Marshmello y el duodécimo de Brown en esa lista.